# تلمبه هوشمند
تلمبه هوشمند یک منطقهٔ مسکونی در ایران است که در دهستان اختیارآباد واقع شده‌است.